# Łukasz Byśkiniewicz
Łukasz Byśkiniewicz (ur. 26 sierpnia 1980 w Warszawie) – polski kierowca rajdowy i wyścigowy oraz dziennikarz motoryzacyjny.

## Życiorys

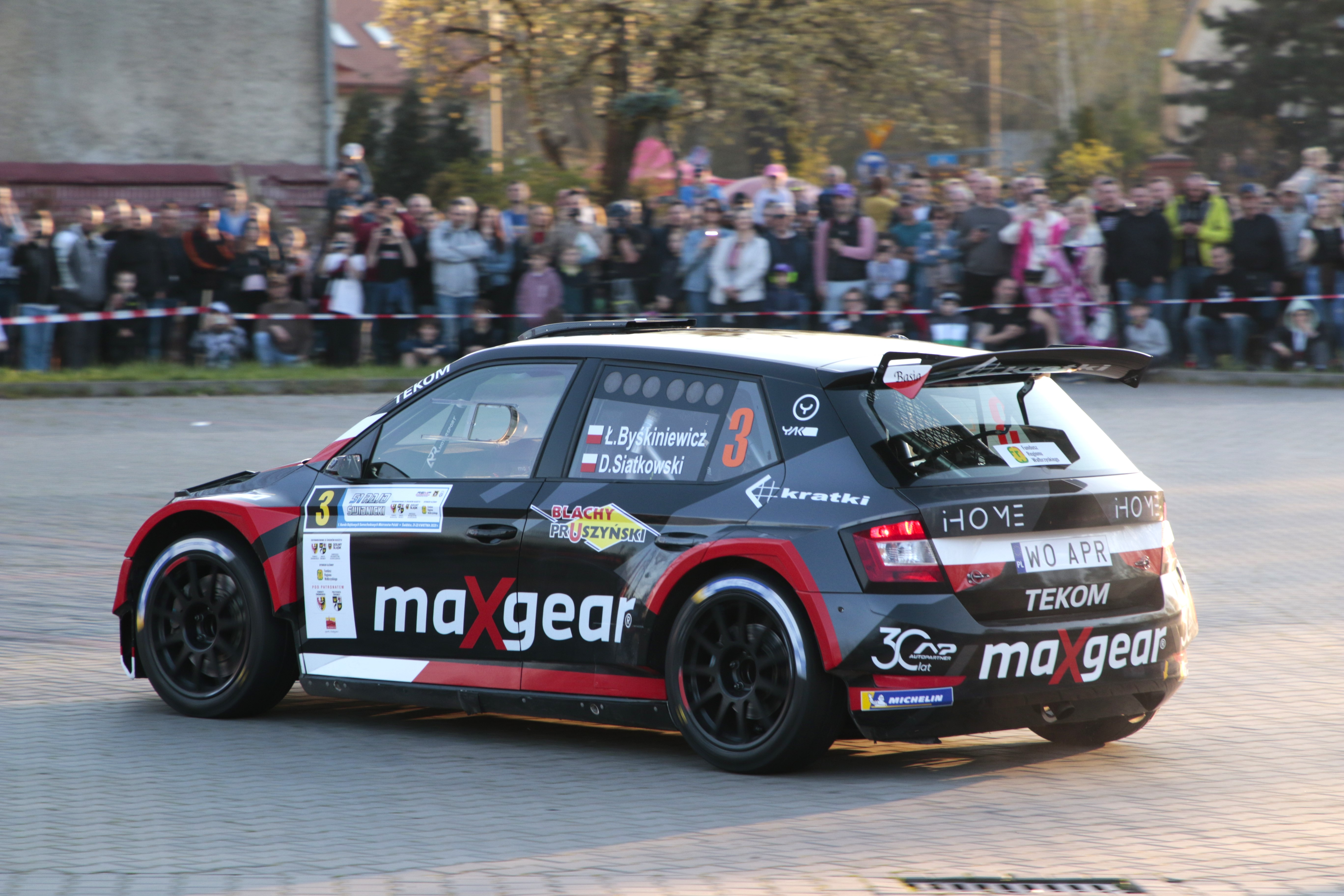
Byśkiniewicz podczas Rajdu Świdnickiego 2023

W 2004 roku ukończył studia w Szkole Głównej Gospodarstwa Wiejskiego w Warszawie, po czym rozpoczął pracę w TVN jako członek redakcji Faktów. W 2007 roku został zatrudniony w TVN Turbo. W 2009 roku rozpoczął karierę w wyścigach samochodowych, debiutując w Pucharze Kii cee’d w ramach WSMP. W 2010 roku, startując Renault Clio, został mistrzem Polski w klasie D4 2000. W 2011 roku obronił tytuł. W 2011 roku zadebiutował Fordem Fiesta R2 w Rajdowym Pucharze Polski z Maciejem Wisławskim jako pilotem. Zajął wówczas czwarte miejsce w klasyfikacji końcowej. W 2012 roku zajął drugie miejsce w cyklu Ford Fiesta Trophy. W 2014 roku rywalizował Peugeotem 208 R2, a sezon później Renault Clio RS R3T. Zdobył wówczas trzecie miejsce w klasyfikacji samochodów 2WD. W latach 2016–2017 używał Opla Adama R2. W sezonie 2018 zainaugurował starty Hyundaiem i20 R5. W klasyfikacji mistrzostw Polski zajął wówczas dziesiąte miejsce, był ponadto trzeci w Rajdzie Barbórka. Od 2019 roku jego pilotem był Zbigniew Cieślar. Załoga ta zajęła wówczas w klasyfikacji mistrzostw Polski dziewiątą pozycję. W 2020 Byśkiniewicz zajął czwarte miejsce w mistrzostwach kraju. W 2021 roku ścigał się Fordem Fiestą Rally3, a w roku 2022 ponownie Hyundaiem i20 R5. W 2023 roku jego nowym pilotem został Daniel Siatkowski, a nowym samochodem Škoda Fabia Rally2 evo. Załoga zdobyła podia w Rajdzie Małopolski, Rajdzie Rzeszowskim i Rajdzie Śląska.